# Paquidermo de luxe
«Paquidermo de luxe» es un tema instrumental compuesto por el músico argentino Luis Alberto Spinetta que inicia su sexto álbum solista Mondo di cromo de 1983.
En el tema, Spinetta interpreta las guitarras y el bajo, y está acompañado por Leo Sujatovich en teclados (Sequencial Circuits Prophet-5) y Pomo Lorenzo en batería.

## El tema
El título del tema es un juego de palabras, que relaciona la expresión "de luxe" con la expresión "de lux" o "de luz",  una figura central de la poesía de Spinetta:

En mis canciones nombro la palabra "luz" doscientas mil veces.
Luis Alberto Spinetta

El título del tema se asocia también con la expresión Mondo di cromo con que titula el álbum, metáfora con el cual Spinetta quería referirse a las tensiones y sobre todo a la frialdad tecnológica del mundo moderno.
Los elefantes (y de los animales en general) constituyen una temática constante en el cancionero espineteano. Spinetta ha contado que, recurría a los animales en sus canciones como mecanismo de "transposición indirecta":"los animales son los que expresan los deseos humanos".
Hablando de su canción "Los elefantes" (Almendra II), Spinetta ha explicado que el relacionaba a los elefantes con "el mundo zen, en el que el ser y su alma se tranquilizan y no trastabillan ante las tribulaciones de la existencia. Nuestra alma no acepta y se realiza como la hace un elefante. No creo que los seres humanos aceptemos la vida como lo hacen ellos. La canción intenta hablar del alma-paquidermo".

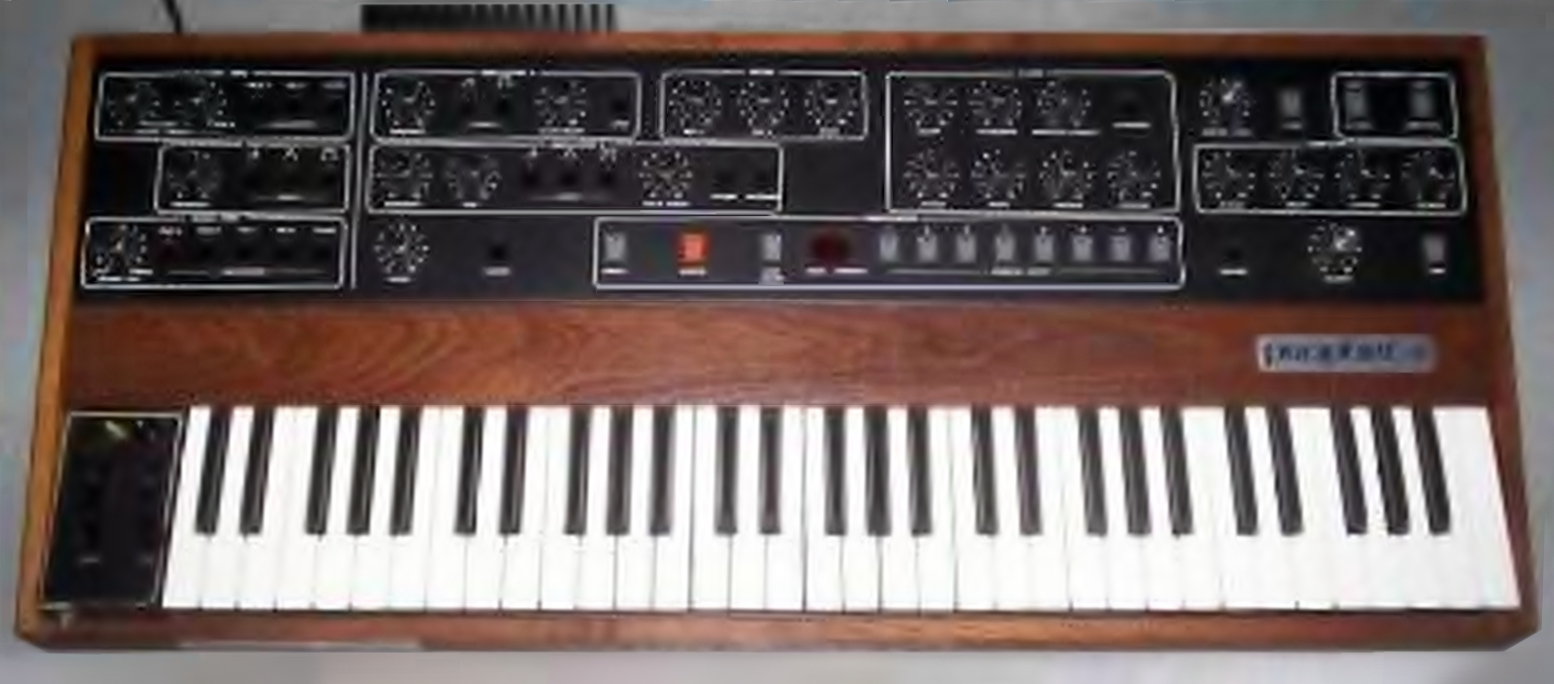
El sintetizador analógico Prophet-5 de SCI. Introducido en Argentina por Sujatovich en 1983. "Paquidermo de luxe" es una de las primeras canciones argentinas en ser interpretadas con el mismo.

En el tema se destaca el sonido novedoso para la época, aportado por el sintetizador Prophet-5, que revolucionó la música a comienzos de los años 1980 y el papel de los teclados. Sujatovich introdujo en Argentina el Prophet 5 a comienzos de 1983 y "Paquidermo de luxe" es una de las primeras composiciones argentinas en que se lo utiliza. En el sobre del disco Spinetta lo había rebautizado con algo de humor, como "Propheta 5".
El músico Gustavo Aloras se ha referido a las implicancias musicales de esa innovación realizada por Sujatovich:

La introducción de esa canción (se refiere "Mapa de tu amor" en Bajo Belgrano, grabado unos meses después), está hecha con una nueva tecnología aplicada dentro del mundo estético de Spinetta, que hasta ese momento usaba una tímbrica ligada exclusivamente con el rock clásico. Esa intro estaba hecha con un teclado que se llama Prophet 5, recién estrenado en el país. Quien lo tocaba era Leo Sujatovich. Lo que se estaba haciendo con ese disco no era exponer los beneficios del Prophet 5, sino exponer una idea poética, musical, a través de esa técnica. Sólo en esa suerte de alquimia entre la poesía, la composición, la alquimia de Luis y la tecnología se puede producir esta magia.
Gustavo Aloras